# Тяговый класс
Тяговый класс — техническая характеристика тракторов, ключевой технический показатель тракторов, характеризующий их тяговые возможности.
Определяется наибольшим тяговым усилием (в тонн-силах), которое развивает трактор на стерне колосовых нормальной влажности и твёрдости при определённом буксовании (для гусеничных — не более 3 %, колёсных 4×4 — не более 14 %, колёсных 4×2 — не более 16 %). Для промышленных тракторов тяговое усилие определяется на сухом песке, поэтому тяговый класс трактора по промышленной классификации всегда выше.
Тяговое усилие различно при разных скоростях, «классифицирующее» же значение рассчитывается при рабочем диапазоне в 7-9 км/ч.

Подразумевалось, что при тяговом усилии, равном усилию, определяющему тяговый класс, и так называемой оптимальной скорости трактор развивает наибольший тяговый КПД.— журнал «Тракторы и сельхозмашины», 1986
При этом тяговый класс определяется нижним значением диапазона, в который входит трактор, так, например, в тяговый класс «0,2» входят машины с тяговым усилием от 0,2 до 0,6 тс, а тяговый класс «8» охватывает тракторы с тягой от 8 до 12 тонн-сил.
По номинальному тяговому усилию сельскохозяйственные и лесохозяйственные тракторы делят на десять тяговых классов, а промышленные и лесопромышленные тракторы — на восемь. Бульдозеры подразделяются на четыре класса (тяговые классы).
В настоящее время принято выделять восемнадцать классов тяги, которые охватывают всю технику.

## Тяговый класс 0,1 (не регламентируется ГОСТ 27021-86)
- Мотоблоки с воздушным охлаждением.

## Тяговый класс 0,2 (по ГОСТ 27021-86 включает в себя трактора с тяговым усилием от 1,8 до 5,4 кН)
- Тяжелые мотоблоки с водяным охлаждением массой от 200кг:

1. Скаут 81D(E), Скаут 101D(E), Скаут 15DE
2. Файтер 81DE, Файтер 101DE, Файтер 15DE

- Малогабаритные тракторы:

1. Мини-тракторы: Беларус-082, Беларус-08К, Беларус-112, Беларус-132Н, КМЗ-012, Т-0,2 (Уралец), ХТЗ-8 (Прикарпатец), ДТЗ 160, ДТЗ 180
2. Самоходное шасси: Беларус-084
3. Полупрофессиональные мини-тракторы: Кентавр Т-15, Кентавр Т-18, Файтер Т-15, Файтер Т-22, Скаут Т-25, Скаут Т-220В, DW 150 RXL, DW 160 RXL, Rossel XT-152D, ХТ-184D, ХТ-20D

## Тяговый класс 0,4 (не регламентируется ГОСТ 27021-86, описанное ниже относится к классу 0,2 согласно действующего ГОСТ)
- Колёсные: ХТЗ-7, трактор Т-52 самодельный с мотором т16а, DW 240B (4x2), DW 244B (4x4)
- Полупрофессиональные мини-тракторы: Скаут Т-244В, Скаут Т-354В, Скаут Т-244, Скаут TY-254, Скаут ТY-254С,  Кентавр Т-24, Кентавр Т-24 PRO, Кентавр Т-240, Кентавр Т-244 PRO, Rossel  RT-244D, RT-282D

## Тяговый класс 0,6
- Колёсные: Универсальные самоходные шасси Т-16М и последующие модификации с двигателем мощностью 25-30 л. с.; Т-25, Т-30, Агромаш-30ТК (ВТЗ-2032).
- Малогабаритные тракторы: Беларус-310, Беларус-320, Беларус-321, Скаут TY-404, Донгфенг 404, ДТЗ 5244 НРХ, DW 404 DR
- LOVOL: TE244, TE354

## Тяговый класс 0,9
- Колёсные: ВТЗ-45АТ, Т-40 (трактор), ЛТЗ-55/А/АН, ТТЗ-80.10 и Т-28Х4М производства Ташкентского тракторного завода.
- Скаут TY-504С, Zoomlion RK-504C, Xingtai XT-504C
- АГРОМАШ 50ТК, АГРОМАШ 60ТК
- LOVOL: TE404, TB504, TB604

## Тяговый класс 1,4
- Колёсные: ЛТЗ-60АВ, МТЗ-50/52, МТЗ-80/82 и модификации
- Беларус-921
- ЮМЗ-6
- Скаут ТВ-804С
- Кентавр Т-654 G2]
- LOVOL: TB754, X-PRO, TH804, ZPRO

## Тяговый класс 2
- Колёсные: Беларус 1221 (1222), ЛТЗ-155 Гусеничные: Т-54В, Т-70С

## Тяговый класс 3
- Колёсные: Т-150К, ХТЗ-150К-09, ХТЗ-150К-09-25, ХТЗ-17021, ХТЗ-17221, ХТЗ-17221-09, ХТЗ-17221-18, ХТЗ-17221-19, ХТЗ17221-21, ХТЗ-242К, ХТЗ-246К, МТЗ-1523 и модификации, Terrion АТМ 3180, Terrion АТМ 4200
- Гусеничные: Т-150, Т-150-05-09, Т-150-05-09-2?5, Т-150-05-09-25-04, Агромаш 90, Т-74, ДТ-75, ДТ-175

## Тяговый класс 4
- Колёсные: Беларус 2022, Terrion АТМ 4200, Кировец К-424
- Гусеничные: Беларус 2103, Т-4А, ХТЗ-181, ХТЗ-181-04, ТЛС-5 Барнаулец [2]

## Тяговый класс 5
- Колёсные: К-700, К-701, К-702, К-703, К-744, КИРОВЕЦ К-5, Terrion АТМ 5280, Беларус 3023, 3022, 2822, 2522
- Гусеничные: Т-404, Т-250, Т-501 Алтаец  [3]

## Тяговый класс 6
- Гусеничные: Агромаш Руслан ТГ-315

## Тяговый класс 7
- Колёсные: Terrion АТМ 7360

## Тяговый класс 8
- Колесные: Беларус-4522[4], Ростсельмаш 2400

## Тяговый класс 9
- Колёсные: К-745, серия К-9000,
- Гусеничные: ZOOMLION ZD160, Т100, Shehwa T140-1, Shehwa SD6G, ЧЕТРА Т9, ЧТЗ Б10М, BEEZONE D16-5

## Тяговый класс 10
- Гусеничные: SEM 816, Б11, Liebherr PR724L, ЛД-4А, Б-170М1, ЧЕТРА Т11, Shehwa TY165-2, ДСТ-УРАЛ ТМ10 ГСТ10

## Тяговый класс 11
- ЧЕТРА Т11

## Тяговый класс 15
- Гусеничные: SEM 822, ЧТЗ Б12, ZOOMLION ZD220, SHEHWA SD7, ЧЕТРА Т15, ДСТ-УРАЛ, ТМ10, ГСТ15, ДЭТ-250, BEEZONE D22-5

## Тяговый класс 25
- Гусеничные: SHANTUI SD32, ДЭТ-320, ДЭТ-400, Т-330, Бульдозер ДЭТ-250М2Б1Р1, ZOOMLION ZD320, SHEHWA SD8B, ЧЕТРА Т25, ДСТ-УРАЛ ТМ10 ГСТ20, BEEZONE D32

## Тяговый класс 40
- ЧЕТРА Т40

## Тяговый класс 75
- Гусеничные: Т-800